# 風にのったら…
『風にのったら…』（かぜにのったら…）は岸裕子による日本の漫画、および表題作を含む作品集。表題作は『別冊少女コミック』（小学館）1974年4月号と5月号に掲載された。
ここでは、続篇である『光の国へ…』についても言及する。

## あらすじ
レオノーラ・リードはいとこのアベルとともに、貴族のデビッド・バーミリオンの邸宅に招待されてきた。デビッドの父親はレオノーラと息子の縁談を進めており、レオノーラの父親も家系に貴族の血を入れることを望んでいた。
バーミリオン宅に向かう途中で、レオノーラたちは危うく少年を車ではねそうになる。手をすりむいたその少年にレオノーラはハンカチを繃帯かわりにして応急手当をする。
レオノーラたちを出迎えたデビッドは、レオノーラたちを儀礼的に待遇するだけであった。屋敷内で、レオノーラは車ではねそうになった少年に再会する。彼はジョシュアといい、デビッドの亡き兄の息子にあたる少年だった。デビッドのみがジョシュアを思いやり、ほかの使用人たちが辛く当たる状況にアベルは違和感を覚える。その夜、レオノーラは女装したジョシュアがデビッドの部屋へゆき、デビッドに「ジョセラ」と呼ばれて抱きつく場面を目撃し、驚愕する。
デビッドの父親であるバーミリオン氏が屋敷にもどってきたが、ジョシュアを見るなり、汚らわしいものを見るかのような扱いをした。そして、レオノーラが与えた絹のハンカチを見るなり、自分はこのようなものを与えた覚えはない、どこから盗んだと杖でジョシュアを叩こうとし、レオノーラが事情を話して制止するまでやめなかった。ジョシュアを心配するデビッドの様子を見ているうちに、レオノーラはデビッドがジョシュアを愛していることに気づき、ジョシュアに近づいて事情を探ろうとする。その様子をデビッドは不審に思い、ジョシュアをそっとして欲しいとレオノーラに頼む。家庭の事情にこれ以上首を突っ込むなと忠告するアベルであったが、レオノーラはもう少し時間をかけて、デビッドのことを理解してみたいと懇願する。
その後、レオノーラはバーミリオン氏より、ジョセラという使用人のことを聞かされる。その使用人はデビッドの兄、ダニエルと相思相愛で、結婚を許されなかった二人は駆け落ちをして家を出て行った。その後、二人とも病で倒れ、両親を失った赤ん坊のジョシュアをバーミリオン家で引き取ることになった。
レオノーラはデビッドに次第に惹かれてゆくが、デビッドは彼女に関心を示すことはなかった。嫉妬に狂った彼女はジョシュアにデビッドの愛しているのはジョシュアの母親の方であると罵倒し、そのことで、ジョシュアは二階の窓から飛び降り、自殺未遂を起こしてしまう。幸い下が池であったため、一命を取り留める。ジョシュアにジョセラの影を重ねていたデビッドは悔悟し、ジョシュアにこれ以上女装をする必要はない、ジョシュア自身を愛していると告白するが…。

## 登場人物
ジョシュア・バーミリオン
主人公で14歳。デビッドの甥にあたる。気の弱い、おどおどした、自主性のない性格。学校へは通っておらず、デビッドの教育を受けている。亡き母親に瓜二つの容貌で、母親を慕い、風の強い日には外に出て、デビッドの教えてくれた、風は死んだ人の魂が空を駆け回っているという言葉を信じ、母親の魂も世界中の野原や山を巡っていると思い込み、「風にのったら」という歌を口ずさんでいる。祖父のバーミリオン氏に冷遇・虐待され、食事は台所ですることになっており、杖で叩かれてからだじゅうがあざだらけである。何度も自殺未遂を繰り返しており、そのことでも使用人たちから疎まれている。
すりむいた手をハンカチで応急処置してくれたレオノーラのことを母親のように感じるが、罵倒された直後にハンカチを返し、「どうしてずっとだまったままでいてくれなかったの…？そしたら一生あなたのこと好きでいられたのに」「あなたは…だれにも愛されていない悲しみなんてわからないんだ」と呟く。最終的には、デビッドがレオノーラのことを好きだと誤解し、自分が風の中にいて、母親の腕の中にいると思い込み、発狂する。
名前は『旧約聖書』のヨシュアから取られている。
デビッド・バーミリオン
ジョシュアの伯父で30過ぎで独身。博士号の持ち主でもある。からだが弱く、左足が義足で、そのためもともと父親からは目をかけられていなかったが、兄が亡くなっているため、バーミリオン家の後継者になっている。15年前にジョシュアの母親で、バーミリオン家の使用人、ジョセラに懸想していたが、ジョセラはダニエルの方に思いを寄せており、デビッドに見向きもしなかった。ジョシュアにジョセラの恰好をさせ、夜中にひそやかな時間を楽しんでいたが、レオノーラに罵倒されたジョシュアが飛び降り自殺未遂を起こした後、一枚だけ残っていたジョセラの写真を破り捨て、ジョシュアへの愛を告白する。しかし、ジョシュアを心配し、自分の発言を後悔したレオノーラの姿にも心を動かされ、邸宅を離れようとするレオノーラに儀礼としてのキスを返し、そのことでジョシュアに誤解される。
レオノーラ・リード
聖ソフィア学院在学の19歳の女性。学園の女王的存在で、プライドが高いが、一方では母性的な部分も持ち合わせており、善良な性格でもある。バーミリオン家の招待を儀礼として受けただけであったが、自分に関心を示さないデビッドに怒りを覚え、短期間の滞在でデビッドを自分に夢中にさせると誓っている。デビッドとジョシュアとの間の密会を目撃したりするうちに、自分が受けた屈辱が恋愛感情に発展してしまい、一時の感情に任せてジョシュアのことを罵倒してしまう。その一方で、自殺未遂を図ったジョシュアのことを心配する側面もあり、そのことがデビッドの心を動かし、悲劇を招いてしまう。
アベル
レオノーラのいとこで、彼女に気がある。使用人たちのジョシュアへの対応に違和感を覚え、関心を持ち、彼に近づく。ジョシュアの目が悲しそうであると感じ、この年ごろの少年の目はもっと生き生きしていて、太陽のように輝いているはずなのに、と思っている。二階の窓から飛び降り、池に落ちたジョシュアを助けている。
作者がこの時期によく描いた「玉三郎」シリーズの天草アキヒロと似た風貌をしている。
ダニエル・バーミリオン
デビッドの兄で、大学を首席で卒業し、父親から目をかけられていたが、ジョセラとの結婚を認めて貰えず、駆け落ちしている。その後、ジョセラに先立たれ、アルコール中毒になり、自動車にはねられて死亡する。
ジョセラ
ジョシュアの母親で、デビッド曰く、細くてよく透るきれいな声をしていた、とのこと。かつてバーミリオン家のメイドをしており、ダニエルと相思相愛になる。まだ学生だったデビッドからも思いを寄せられていたが、彼の贈ったドレスには見向きもしなかった。駆け落ち後、難産の果てにジョシュアを産み落とし、生活のためにキャバレーのホステスをして、からだを壊し、死亡する。
バーミリオン氏
ダニエル、デビッドの父親で、兄の方には自分の後継者として事業を発展させてくれることを望んでいた。そのため、ダニエルがジョセラと駆け落ちし、事故でなくなったことで非常に落胆し、ジョシュアを息子を誑かした女の子供として、憎悪している。しかし、まったくの肉親の情がないわけではなく、池に飛び降りたジョシュアにタオルを持って行かせるなどの行動もしている。
ベイン
バーミリオン家の執事。主人の意を受けて、ジョシュアに辛くあたっており、レオノーラがハンカチで応急手当した手の傷についても、そんなかすり傷はなめておけば治るといい、飛び降りを繰り返すジョシュアに対しても狂っていると評していた。

## 解説
伊東杏里は、岸裕子の心象風景の中では、日常と非日常を分けているものは、風が吹けば風に揺れ、日が差せば日に戯れるカーテンのようなものであり、この物語の中心人物、デビッド・バーミリオンが父親から「下の子はあのとおりからだが弱くもうあきらめていますが」とパーティーの客に語っていた姿に現れているように、病の中にいて、決して外を見ようとはせず、心象の迷路を武器にし、登場人物たちは他人に迷路をやさしく見守ることを強要し、決して出口を見つけることは許さない姿だと評している。

## 光の国へ…
『光の国へ…』は、岸裕子による日本の漫画。『別冊少女コミック』（小学館）1975年6月号に掲載された。『風にのったら…』の後日談。

### あらすじ
クリスチアーヌは病死した祖父のために婚約した、幼なじみのリドエールとの結婚に猛反発しており、同じ幼なじみのルーシオのような男性なら結婚すると駄々をこねていた。そんな折、彼女は邸宅の林の中でジョシュアに出会い、その美しさに魅了されるが、ジョシュアがいきなり彼女の目の前で倒れたため狼狽し、一度は帰したルーシオを呼んだ。そのことがきっかけで、デビッドおよびジョシュアと知り合いになったクリスチアーヌはたびたび2人の泊まっているホテルに通うようになり、ジョシュアにリドエールに対して素直になれない自分の気持ちを打ち明けるようになった。実はクリスチアーヌの祖父は事業がうまくゆかず、リドエールから借財をしており、その借用書には借金が返済できない場合は、リドエールとクリスチアーヌとの縁談をすすめるように、とあった。自分が金で売られたと思い、侮辱されたと感じたクリスチアーヌは、誕生パーティを開き、それで借金を帳消しにしようとするが、当日、ルーシオ以外の出席者がおらず、リドエールのみが後から現れただけであった。自分の気持ちが分からなくなったクリスチアーヌは邸宅の内の池で自殺しようとするが、その様子を見ていたジョシュアが後を追って入水しようとしていた…。

### 登場人物
ジョシュア・バーミリオン
『風にのったら…』結末直後の姿で登場。この物語ではセリフは語らないが、うなり声をあげたり、ほほえんだり、泣いたりと表情は豊かである。クリスチアーヌはそんな彼の姿を「光の国」からやってきたようだと語り、まるで光の中にとけるように立っていたと評した。いつも遠くを見ているような表情をしている。癌に冒されており、クリスチアーヌの結婚式の日に、苦しむことなくこの世を去った。
デビッド・バーミリオン
『風にのったら…』の物語ののち、ジョシュアとともに、あちこちを旅して暮らしていた。ある町で、弔鐘を聞き、その人物は生前慕われていた人で、自分がジョシュアを失ったら、鐘の音を聞いて泣くしかないのか、と呟いている。ジョシュアの症状を、「この子はその…わたしたちとは生きてる世界が違うので…」とクリスチアーヌたちに説明している。
クリスチアーヌ
この物語の形式上の主人公。気が強く、プライドの高い性格。ジョシュアには、自分のことを独りよがりで、我が儘で、意地っ張りな性格だと語っており、そんな自分に自己嫌悪さえ感じると語っている。祖父が決めたリドエールとの縁談に反発し、臆病者と罵っているが、実は彼に気があり、その煮え切らな態度がいらだたしいだけであり、自分よりも彼にふさわしい人がいる、とも思っていただけであった。ジョシュアのところに尋ねてくるのも、実はリドエールに会いたいがためであった。池で入水しようとしたが、実は泳ぎはできた。
リドエール
クリスチアーヌの幼なじみで祖父たちの決めた婚約者。クリスチアーヌ曰く、遊び知らずで会話下手、働くことしか知らないつまらない人。デビッドやジョシュアが泊まっているホテルに、同じく宿泊している。クリスチアーヌを束縛する権利はないと語っており、祖父との契約で彼女の運命が決まっていることは秘密にするようにしている。パリの大学で学んでおり、卒業するまでクリスチアーヌには手紙を一通も出してはいなかったが、子供のころから彼女のことが好きで、冷淡な態度をとっていたのはクリスチアーヌに気に留めて貰えていないと思い込んでいたからであった。
ルーシオ
同じくクリスチアーヌの幼なじみで、彼女の取り巻きの一人。クリスチアーヌ曰く、美しい人。一見軽薄そうに見えるが、同じく彼女のことを心から思っており、彼女の真意を知っており、優しく見守っている。ジョシュアの症状を見て、デビッドの語るような貧血ではない、と見抜いている。デビッドから聞かされてジョシュアが亡くなったことを知っており、クリスチアーヌには、光の国へ帰っていった、と伝えている。
『風にのったら…』のアベル同様、この時期に作者がよく描いている、天草アキヒロに似た顔立ちのキャラクターである。
クリスチアーヌの継母
クリスチアーヌとリドエールとの縁談に乗り気で、一見彼女に辛く当たっているが、クリスチアーヌの幸せを一番に考えている。クリスチアーヌのウェディングドレスを注文したり、彼女の誕生日パーティーにリドエールを呼んだりしている。

### 解説
- 伊東杏里はこの物語のジョシュアについても「…ガンで…からだがよわっていたんです…こんな子なので発見が遅れて」というデビッドの言葉をとりあげ、ジョシュアも病の中にいて、その視線は病巣に向かっており、その中の迷路にはいりこんでしまっていると述べている[1]。

## 同時収録作品（ポケットコミックス）

### 愛に花を
『別冊少女コミック』1972年8月号に掲載。
転校してきたばかりのニッキー・フォックスは男子の注目の的になり、たくさんの相手から交際を迫られる一見プレイガール風の少女であったが、実は右目の横から頬にかけて大きな傷があり、それを隠すために厚化粧をしていた。その傷のために失恋をしており、二度と恋をしないと誓い、男性には興味がないという応答を繰り返していた。ある時、そんんな彼女を見初めたアンジーという少年が現れ、彼はニッキーを1年前の事故でなくした恋人のセーラと混同してしまった。アンジーの兄は、ニッキーにセーラのふりをして欲しいと依頼する。最初は断ったニッキーであったが、アンジーが同じ事故で頭に傷を受け、長くない命だと聞かされ、その頼みを引き受けることにした。徐々にアンジーに惹かれてゆくニッキーであったが、顔の傷のことで嫌われてしまうのではないか、という不安を隠すことができなかった。一方、元学園の女王であったメリンダはニッキーに嫉妬し、嫌がらせでニッキーの顔に水をかけ、そのことでニッキーの傷が露わになってしまった。しかし、アンジーはそれを事故でできた傷と誤認し、ニッキーの傷にキスをし、そのまま息を引き取った。ニッキーはアンジーの与えてくれた愛に感謝し、その傷をいつまでも大切にすると約束するのであった。

## 同時収録作品（サンコミックス・ストロベリーシリーズ）

### おムコさんください
『別冊少女コミック』1975年9月号に掲載。
17歳の和泉四郎は幼なじみで、隣家の池田ももの美容好きに悩まされていた。ももたち女子は、名門で進学校ある青蘭高校に、将来の婿捜しのために入学したと語っており、そんなもものことを、以前とは変わってしまったと四郎は嘆いていた。そんな彼に、図書委員の真山百合という少女が近づいてきた。彼女も美容の結果、夏休み前とは比べものにならぬほどの美少女になっていた。百合と四郎が仲良くする姿を見たももは複雑な気分になる。実はももが美容に熱心なのは優等生で、眼鏡をとると美形である四郎の気をひくためで、四郎こそ面食いではないかとひそかに罵っていた。そんな折、学園に高岡譲というイギリスからの留学生が現れ、学校の女子の憧れの的になる。百合と四郎にあてつけようとして、学校のフォークダンスパーティーのパートナーになって欲しいとももは頼むが、譲はあっさり断ってしまう。実は、百合は譲のフィアンセであり、百合は四郎と男性交際の練習をしていただけなのであった。お互いに両思いであったと気づいた四郎とももは改めて互いへの思いを伝え合い、ダンスパーティーへと向かったのであった。
主人公の二人が「玉三郎」と「玲奈」に似た風貌のキャラクターであり、作中に「今月はけんぜんムードでせまってみたのヨ」という落書きが見える。

## 備考
- 朝日ソノラマ社の単行本の方が、見開きページなどを収録しており、雑誌初出形態に近い。

## 書誌情報
- 『風にのったら…』ポケットコミックス（スタジオ・シップ）1978年5月10日発行
  - 収録作品：「風にのったら…」・「光の国へ…」・「愛に花を」
- 『風にのったら…』サンコミックス・ストロベリーシリーズ（朝日ソノラマ）1988年3月31日発行
  - 収録作品：「風にのったら…」・「光の国へ…」・「おムコさんください」